# Tetralobus goryi
Tetralobus goryi là một loài bọ cánh cứng trong họ Elateridae. Loài này được Hope miêu tả khoa học năm 1842.